# Spojené farmaceutické závody
Spojené farmaceutické závody (SFZ, později SPOFA) byly založeny roku 1946 (SPOFA n. p.) sloučením 14 farmaceutických firem znárodněných v roce 1945 (na Slovensku vznikly Lučobné a farmaceutické závody). V roce 1948 došlo ke znárodnění 181 výroben a zbývajících velkoobchodů distribuce léčiv. Vzniklo 42 podniků, velkoobchod a  Závod 15 Eko.

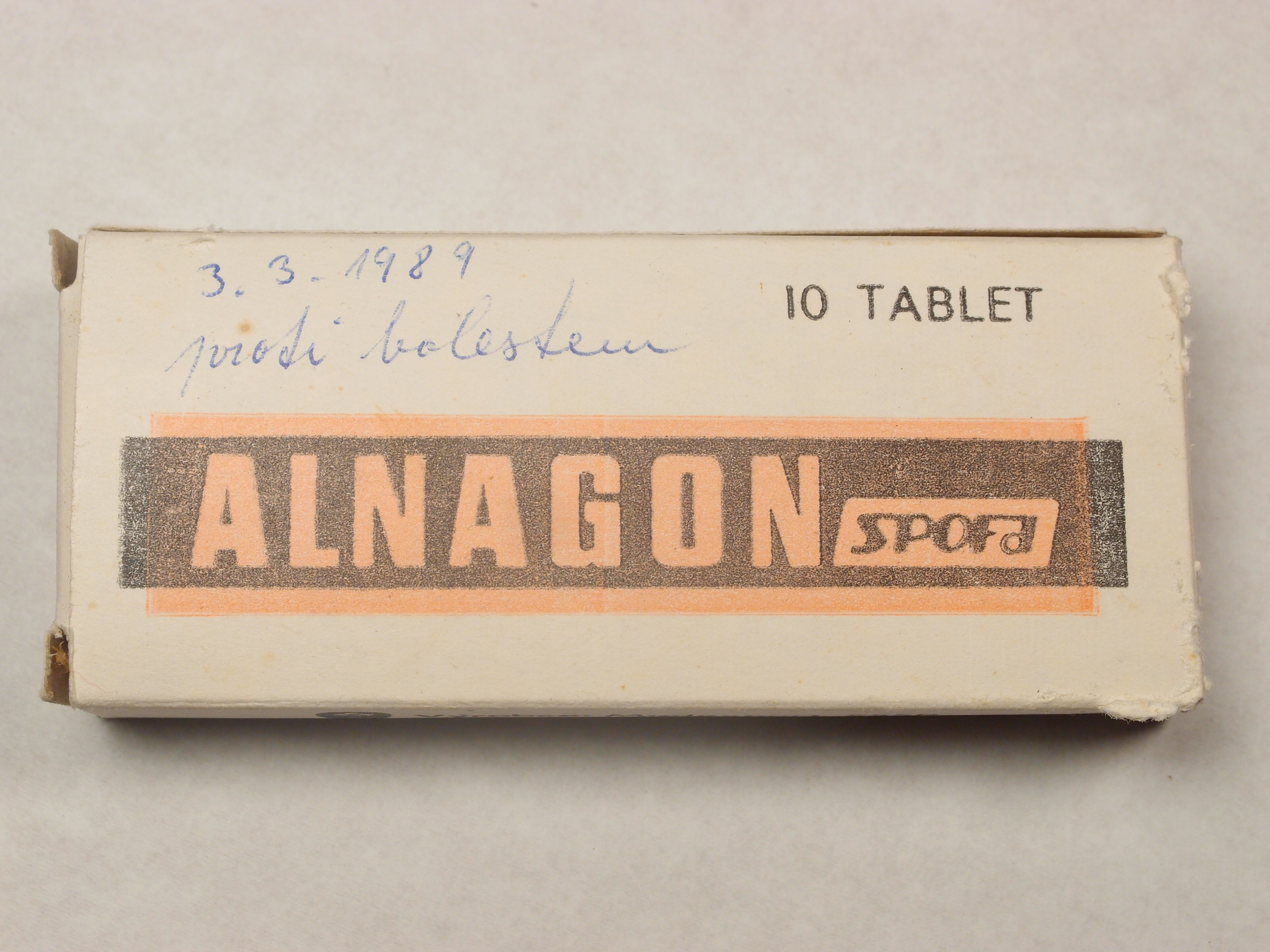
Lék Alnagon od společnosti SPOFA

## Sloučené továrny
- Cetap (Nymburk)
- "EKO" farmaceutická továrna RNDr. Dr.Mr. Bohumír Rakušan a spol. (Praha), nyní EkoRTN
- Fragner (Dolní Měcholupy, dříve Léčiva B.F.), později Léčiva a.s., nyní Zentiva
- Hamma (Olomouc), později Farmakon, nyní FARMAK, a.s.
- Hellco (Komárov), později Galena, nyní Teva Czech Industries s.r.o.
- Heisler (Chrast), později Orlické papírny, nyní Slunap
- Chema (Ústí nad Labem, dříve CEPHAG, pobočka Gehe-Werke)
- Interpharma ak. spol. (Praha - Modřany)
- Medica (Praha)
- Minevita (Praha)
- Pharmaceuta - Ph.Mr. Sixt a Co. (Praha)
- Pragochemia Dr. Georgi a spol. (Praha)
- Remed (Praha)
- Roche (Praha)
- Schering (Ústí nad Labem, pobočka Schering A.G.)
- Schnöbling (Praha, firma Fr. Schnöbling)
- Substancia
- Wander (Praha, Dr. A. Wander)

Roku 1952 se SPOFA rozdělila na národní podniky
- Biogena (Praha)
- Biotika (Slovensko)
- Imuna (Slovensko)
- Léčivé rostliny (Zbraslav)
- Penicilin (Roztoky u Prahy)

Roku 1990 dochází k rozdělení státního podniku SPOFA na nástupnické podniky
- Biotika, š.p.
- Farmakon, s.p.
- Galena, s.p.
- Chemopharma, s.p.
- Léčiva, s.p.
- Léčivé rostliny, s.p.
- Okula, s.p.
- Pharming, s.p.
- Slovakofarma, š.p.

a výzkumné ústavy
- Výzkumný ústav pro farmacii a biochemii, s.p. (VÚFB)
- Výzkumný ústav antibiotik a biotransformací, s.p. (VÚAB)
- Výzkumný ústav pro biofaktory a veterinární léčiva, s.p. (VÚBVL)
- Výskumný ústav liečiv, š.p. (VÚL)

Firma skončila v likvidaci roku 2008 (Spofa a.s.)